# Kuleszki-Nienałty
Kuleszki-Nienałty (prononciation : [kuˈlɛʂki ɲɛˈnau̯tɨ]) est un village polonais de la gmina d'Andrzejewo dans le powiat d'Ostrów Mazowiecka de la voïvodie de Mazovie dans le centre-est de la Pologne.

## Histoire
De 1975 à 1998, le village appartenait administrativement à la voïvodie de Łomża.